# Yvette Higgins
Yvette Higgins (Sydney, 5 de janeiro de 1978) é uma jogadora de polo aquático australiana, campeã olímpica.

## Carreira
Yvette Higgins fez parte da geração medalha de ouro em Sydney 2000.